# Oldbury (Warwickshire)
Oldbury – osada w Anglii, w Warwickshire. W 1961 roku civil parish liczyła 82 mieszkańców.